# Butculești
Butculești – wieś w Rumunii, w okręgu Teleorman, w gminie Săceni. W 2011 roku liczyła 395 mieszkańców.